# همراه دو زن
همراه دو زن (به تلگو: Iddarammayilatho) فیلمی محصول سال ۲۰۱۳ و به کارگردانی پوری جاگاناد است. در این فیلم بازیگرانی همچون آلو آرجون، امالا پال، کاترین ترسا، نثار، شاوار علی ایفای نقش کرده‌اند.